# 야프날여우박쥐
야프날여우박쥐(Pteropus yapensis)는 큰박쥐과에 속하는 박쥐의 일종이다. 왕박쥐속에 포함되며, 야프섬에서 발견된다. 멸종위기에 처한 야생동식물종의 국제거래에 관한 협약(CITES) 부속서 I에 등재되어 있으며, 1970년대 상업용 사냥과 진행되는 포획때문에 "취약종"으로 분류되고 있다.